# Bataille de la Sambre (1940)
Pour les articles homonymes, voir Bataille de la Sambre.
Pour la bataille de la Première Guerre mondiale, voir Bataille de la Sambre (1918).
Seconde Guerre mondiale,
Bataille de France
Batailles
- Drôle de guerre
- Évacuation des civils de la ligne Maginot
- Mobilisation
- Offensive de la Sarre
- Baie de Heligoland
- Incident de Mechelen
- Plan Jaune
- Plan Dyle
- Luxembourg
- Ében-Émael
- Hannut

- Sedan
- Dinant
- Monthermé
- Givet
- La Horgne
- Gembloux
- Flavion
- Louvain
- Charleroi

- Stonne
- Montcornet
- La Sambre
- Arras

- L'Escaut
- Amiens
- La Lys
- Massacre de Vinkt
- Boulogne-sur-Mer
- Calais
- Poche de Lille
- Massacre du Paradis
- Abbeville
- Dunkerque
- Capitulation belge

- L'Aisne
- L'Ailette
- Opération Paula
- l’Exode
- Pont-de-l'Arche
- Opération Cycle
- Opération Ariel

- Les Alpes
- Vallon du Seuil
- Bombardement de Toulon
- Opération Vado
- La Loire
- Saumur
- La vallée du Rhône
- Bombardements de Marseille
- Menton (Pont-Saint-Louis)
- Combats aériens en Suisse
- Armistice du 22 juin

La bataille de la Sambre est une série d'opérations militaires pendant la campagne de France au début de la Seconde Guerre mondiale. Elle oppose du 16 au 23 mai 1940 les Alliés franco-britanniques aux troupes allemandes venant de Belgique. La défense de la rivière s'appuie notamment sur les ouvrages fortifiés (casemates) du secteur fortifié de Maubeuge de la ligne Maginot. Quelques contre-attaques françaises sont également menées dans la forêt de Mormal et à Landrecies, sans succès.

## Contexte historique
Le 10 mai 1940, le Troisième Reich lance une grande offensive sur les Pays-Bas, le Luxembourg, la Belgique et la France dans ce qui sera appelé la bataille de France.
Les Allemands appliquent le plan jaune : leur groupe d'armées B attaque les Pays-Bas et avance dans la plaine belge, y attirant ainsi l'aile marchante des Franco-Britanniques qui suivent le plan Dyle-Bréda prévu dans le cas d'une telle offensive allemande dans les pays neutres. Dans le même temps, le groupe d'armées A allemand, avec en premier échelon ses formations de chars (la Gruppe Hoth et la Panzergruppe von Kleist), lance l'attaque principale au centre de la ligne de front, à travers les Ardennes, et atteint ainsi la Meuse le 12 au soir, la franchissant en force le lendemain. Les armées alliées sont encerclées dans le nord de la France et en Belgique.
La Sambre, qui avait déjà été le théâtre d'importants combats en 1918 pendant la Première Guerre mondiale, va être à nouveau convoitée entre les Français et les Allemands pour la possession des ponts. La Wehrmacht atteint la rivière le 16 mai 1940.

## Déroulement de la bataille

### Dans le secteur de Charleroi (Belgique): 16-17 mai
Le 16 mai, hormis quelques bombardements et des patrouilles allemandes de reconnaissance, peu de combats sont rapportés à Charleroi défendue par la 5e DINA.
Le 17 mai, le 14e régiment de zouaves qui n’a pu utiliser le pont de Roux avant le lever du jour en raison de la retraite de la 12e division d'infanterie (DIM) est attaqué sur son flanc droit par les Allemands. Des mouvements ennemis (dont des motocyclistes et des blindés) sont rapportés au niveau de Temploux-Gosselies, prenant contact avec la tête de pont alliée à Charleroi. Dans la matinée, des éléments de reconnaissance motorisés allemands sont arrêtés au Vieux Campinaire, laissant plusieurs blessés et prisonniers. Le 14e zouaves met par ailleurs deux voitures blindées allemandes hors de combat sur le pont de Motte.
La résistance menée par les Français permet de diminuer la pression ennemie sur Charleroi. Autour de Gosselies, de violents combats sont en revanche signalés. Les troupes françaises, soutenues par la couverture des tirs du 22e régiment d'artillerie et du 222e régiment d'artillerie colonial (RAC), battent en retraite après avoir détruit tous les ponts sur la Sambre. Le 17 mai, la retraite est générale derrière le canal de Bruxelles-Charleroi. Les Allemands se lancent précipitamment en direction de la capitale, Bruxelles, qui est occupée dans la journée. Le lendemain, le 18 mai, Anvers tombe aux mains de l'ennemi.

### Les combats de Landrecies (17-18 mai)
Le 17 mai, l'avant-garde de la 7e Panzerdivision de Rommel, arrivant d'Avesnes-sur-Helpe, pénètre dans Landrecies par le sud-est. La progression de la division est entravée par le flot de réfugiés et de troupes françaises qui se rendent sans combattre, les panzers devant par conséquent couper par les champs. La 1re DLM lance des missions de reconnaissance en direction de la ville. Dans l'après midi, des automitrailleuses du 4e régiment de dragons venant de Le Quesnoy tentent en effet de reprendre le pont du canal de la Sambre qui n'a pas encore sauté. Des détachements d’infanterie aident les chars, plusieurs blindés sont détruits des deux côtés, les Français ne parviennent pas à dépasser la ligne de chemin de fer. Divers témoins affirment qu'une centaine de blindés allemands (dont des SdKfz 221/22/23, des camions de transports, véhicules de liaison et des Panzer I et II) sont détruits par les chars B1 Bis « Tunis » (Lieutenant Pompier) et « Mistral » (Lieutenant Gaudet) du 15e BCC de la 2e DCR en une vingtaine de minutes. Les Allemands tentent alors de repousser les deux B1 bis avec des pièces d'artillerie, en particulier huit pièces 3,7 cm PaK 36/37 dont 6 seront détruites par les deux chars français. Craignant que les Allemands ne se ressaisissent, le lieutenant Pompier décide de se replier sur ses positions de départ où il rejoint 4 autres B1 envoyés en renfort. La 7e PzD envoie en effet en renfort des canons de 88 mm et des Pak 36 dans la ville.
Le 18 mai, une contre-attaque blindée française est planifiée afin d'arrêter la progression des Allemands sur la Sambre. Dans l'après-midi, le 3e escadron du 4e régiment de cuirassiers reçoit l'ordre d'établir une tête de pont à Landrecies. Vers 18h, un peloton motorisé de AMR 35 et 5 Somua S-35 pénètrent dans la ville et avancent sur l'avenue de la Marne, près de la ligne de chemin de fer. Les Allemands qui avaient établi des positions défensives dans la ville parviennent à contenir la contre-attaque et reprennent leur offensive. Les Français se replient sur Le Quesnoy.

### Le siège de Jolimetz (18 mai)

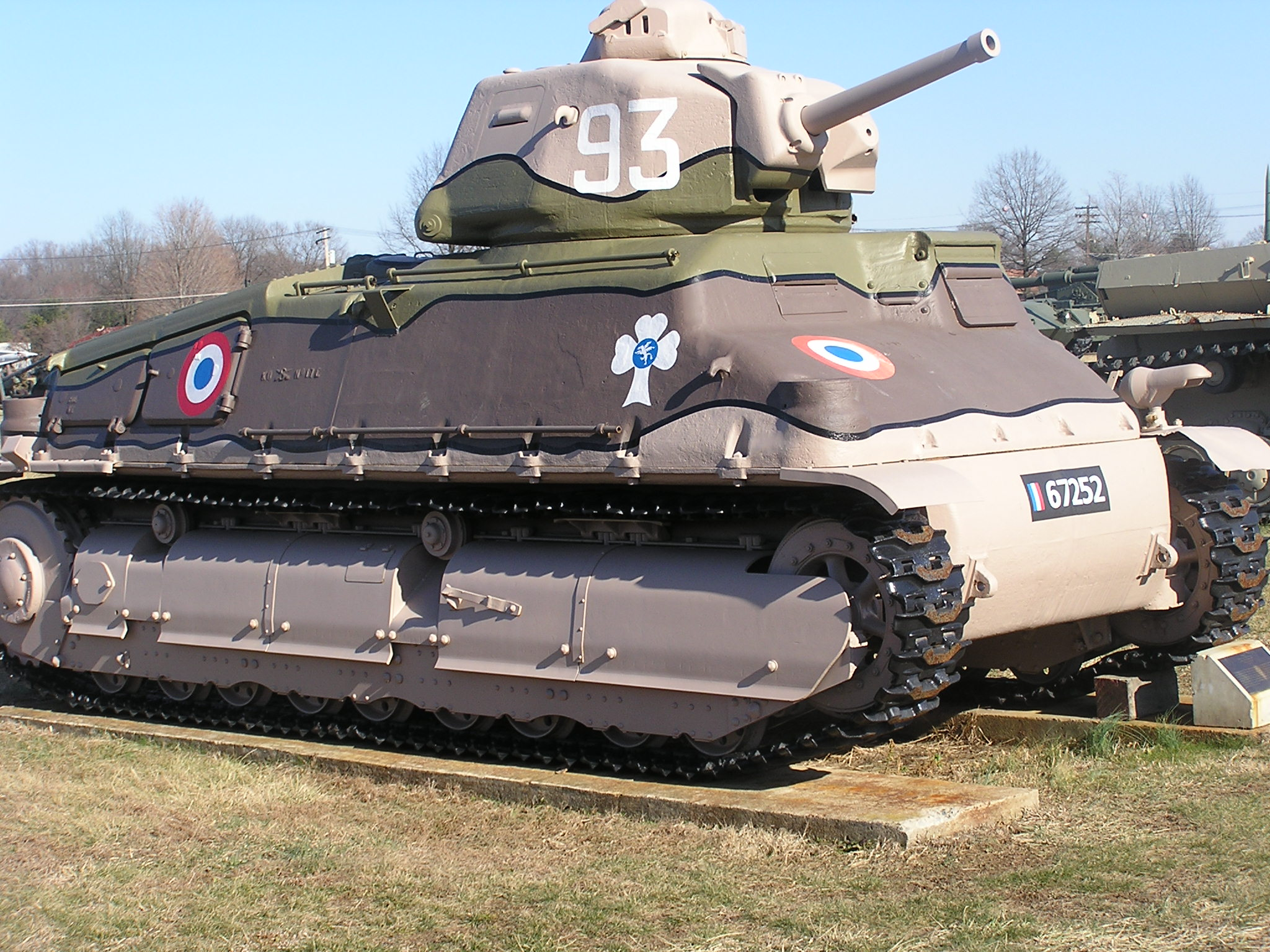
Blindé français Somua S-35.

Au matin du 18 mai 1940, les Allemands du XV. Armee Korps (Hoth) sont sur la rive est de la Sambre et l'ont traversée en plusieurs points, notamment des éléments -la Kampfgruppe Haarde- de la 5. Panzer-Division (von Hartlieb) à Berlaimont, lesquels investissent ensuite Locquignol au cours de la matinée. Les Allemands vont donc arriver depuis la forêt et la route de Berlaimont (Locquignol) mais sont également sur la chaussée Brunehaut au niveau du Cheval Blanc près de Gommegnies et poussent vers Villereau.
Jolimetz est défendue par le IIe bataillon du 27e Régiment de Tirailleurs Algériens (Négroni) (appartenant à la 1re Division d'Infanterie Nord Africaine (Tarrit)) qui s'est installé dans le village le matin même et est renforcé par un escadron de chars (de la 1re Division Légère Mécanisée) sous les ordres du capitaine Dunoyer De Segonzac, qui dispose entre autres de 10 chars Somua S-35, le 13e escadron (Albaut) du 4e Régiment de Dragons Portés ainsi que quelques automitrailleuses du 6e Cuirassier.
Les Français défendent le carrefour de l'Opéra afin de protéger la route Le Quesnoy - Berlaimont ainsi que la chaussée Brunehaut, et ont installé quelques points d'appuis avancés dans la forêt. Au village même, quelques barricades sommaires ont été établies et les tirailleurs se préparent à se battre dans les maisons et les vergers puisqu'il n'existe aucune fortification.
Si les Allemands testent la défense française dès 8h, les chars de De Segonzac contribuent à faire échouer les approches allemandes, mais subissent leurs premières pertes au carrefour de l'Opéra et dans la forêt. En début d'après midi la Kampfgruppe Haarde lance une véritable attaque en masquant son approche derrière les convois de réfugiés belges et français qui fuient l'envahisseur, des tirs d'artilleries s'abattent sur les défenseurs et les Allemands tentent de s'infiltrer dans leurs positions. Le choc est dur mais les défenseurs tiennent bon presque partout, et grâce à l'appui des chars, les Allemands sont refoulés dans la forêt. Mais les Allemands persévèrent et ramènent des chars lourds et des canons à la lisière de la forêt pour une attaque frontale, pendant que les chars légers tournent les positions françaises par le nord de Jolimetz. Cette fois les défenseurs cèdent, la bataille atteint son point culminant et une cinquantaine de Panzer envahissent peu à peu le village qu'ils remontent vers Le Quesnoy, plusieurs S-35 sont détruits dont celui du capitaine De Segonzac devant le monument aux morts, les défenseurs après avoir résisté avec bravoure tentent de décrocher peu à peu vers Le Quesnoy, dont les chars restants, mais les Allemands qui ont pris Villereau et débordé les positions à Jolimetz par le nord, coupent alors la retraite des défenseurs à Potelle et trois S-35 sont détruits devant la mairie de ce village. Jolimetz est quasiment aux mains des Allemands mais ceux-ci, qui avaient demandé un soutien aérien devant les difficultés rencontrées, doivent évacuer le village pendant le raid de leurs Stuka, puis le réinvestissent alors sans difficultés.

### Le siège de Le Quesnoy (18-21 mai)
Une fois battu le bataillon de Tirailleurs Algériens qui défendait Jolimetz avec quelques chars en appui après la percée des Allemands à travers les défenses de la Sambre, la 5e Panzerdivision se présente devant les remparts du Quesnoy le 18 mai 1940 vers la fin de l'après-midi. Toutefois les trois portes d'accès à la citadelle ont été obstruées et sont défendues, stoppant l'attaque allemande dans son élan. La ville s'avère solidement tenue, principalement par un bataillon de tirailleurs marocains. Le siège de la ville débute alors, et bien que les Français n'avaient pas prévu à l'origine d'intégrer la forteresse de Vauban comme position défensive, puisque démodée, celle-ci, avec ses profonds remparts et ses portes étroites, va tenir les chars allemands en échec, plusieurs d'entre eux étant détruits au cours des quelques attaques qu'ils auront tentées.
L'après-midi du 21 mai 1940, alors que d'autres Panzer-Divisionen ont atteint depuis la veille les côtes de la Manche, les défenseurs sont dans une situation désespérée : comptant de très nombreux blessés et manquant aussi bien d'armes lourdes et de munitions que de vivres, ils sont désormais isolés loin derrière les lignes ennemies puisque la résistance des unités françaises dans le nord de la forêt de Mormal s'est effondrée avec l'arrivée de deux divisions Panzer venues de Belgique. Les Allemands de la 5ePanzerdivision, qui préparent une nouvelle attaque avec chars et artillerie lourde, proposent aux défenseurs de donner leur reddition, que ceux-ci acceptent dans l'après-midi. Les Allemands leur rendent les honneurs.
L'action des défenseurs a contribué à ralentir la progression de la 5e Panzerdivision pendant trois jours, et par ricochet, étirant la 7e Panzerdivision qu'elle était censée flanc-garder, et qui s'est de fait trouvée exposée lors de la contre-attaque britannique à Arras le 21 mai. Bombardée et incendiée par l'aviation et l'artillerie allemande, la ville a particulièrement souffert de ces quelques jours de siège, du beffroi ne restent que les murs.

### Combats de la forêt de Mormal (19-20 mai)
Le 19 mai, le colonel Mesny commandant la 5e DINA reçoit l'ordre de nettoyer la forêt de Mormal afin de protéger le repli du 5e Corps d'armée sur la position fortifiée de la frontière nord. Des infiltrations ennemies sont signalées dans la forêt. À cet effet, elle dispose d'un escadron de Somua S-35 du 29e régiment de dragons et des fantassins du 19e régiment de zouaves. Le commandant de la 5e DINA ne possède en revanche aucun élément d’infanterie motorisée pouvant accompagner les chars Somua pour participer aux missions de reconnaissance des lisières de la forêt de Mormal et des ponts de Berlaimont et de Landrecies. Les troupes parviennent à se déployer à la tombée de la nuit malgré les attaques aériennes allemandes.
Le 20 mai, la résistance française s'effondre en raison de l'arrivée en renfort de deux divisions Panzer venues de Belgique, depuis Berlaimont et Locquignol, encerclant le dispositif français. Au crépuscule, Mesny décide de se frayer un passage vers Englefontaine. Des chars sont perdus en raison du manque de carburant. Après une brève escarmouche résultant en la destruction de quelques chars allemands par les canons français, la colonne rejoint l'Escaut dans la soirée du 21 mai.
Les Allemands utiliseront la forêt pour la suite de la guerre pour son bois et comme zone de défense de la Sambre.

### Le siège de Maubeuge par les Allemands (18-23 mai)

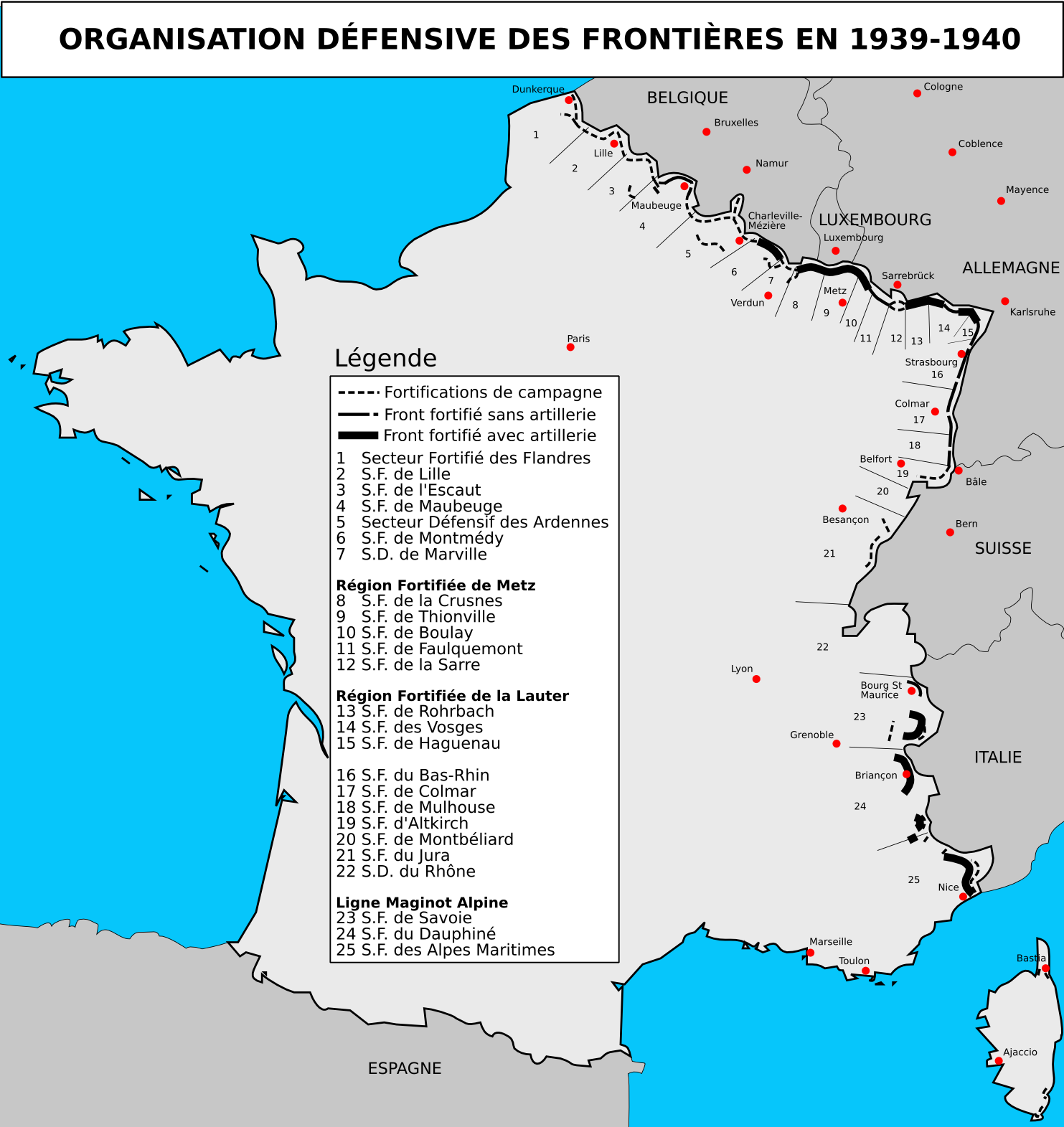
Carte de l'organisation des secteurs de la ligne Maginot. 4 : S.F de Maubeuge.

Le 16 mai, les Allemands incendient le centre historique de Maubeuge avec des grenades incendiaires, détruisant le cœur de la ville à plus de 90 %. Le secteur de Maubeuge était fortifié dans le cadre du programme Maginot : 4 forts et 7 casemates. Cerfontaine est prise par les Allemands vers 17h le 18 mai. Les ouvrages et casemates au nord-est de Maubeuge sont attaqués par l'arrière : les forces allemandes ont percé plus au sud près de Solre-le-Château dès le 16 mai 1940 (par la 7. PzD) et la ville proprement dit est investie le 18 mai (par une Kampfgruppe de la 5. PzD puis par la 28. ID). Elle est alors utilisée par les Allemands pour continuer leur progression dans le Nord grâce à son pont sur la Sambre resté intact.

#### Ouvrage des Sarts et casemate d'Héronfontaine
Le 19 mai, les Allemands atteignent le Fort de Leveau du secteur fortifié de Maubeuge au nord-ouest de la ville. Les positions françaises sont alors encerclées.
Le 21 mai dans l'après-midi commencent les tirs des canons allemands visant les blocs de l'ouvrage des Sarts et la casemate voisine d'Héronfontaine.
Le 22, après un bombardement par Stukas, les tirs à bout portant mettent successivement hors de combat les tourelles d'Héronfontaine puis celle des Sarts. Les Sturmpionieren lancent alors un assaut pour couronner les dessus, mais ils sont repoussés par les tirs des cloches. La casemate d'Héronfontaine est abandonnée le soir par son équipage car ses armes sont détruites. Le 23 mai, l'ouvrage des Sarts, dernier à résister, se rend à l'ennemi dans l'après-midi.

#### Ouvrage de Boussois
Le 19 mai, les tirs des tourelles de l'ouvrage n'empêchent pas la neutralisation par les Allemands des casemates de la rive droite de la Sambre. En fin d'après-midi le 19, puis les 20 et 21, les blocs 1 et 3 reçoivent des tirs de la part de pièces de 88 et de 150 mm placées à 1 500 m (hors de portée des armes de l'ouvrage). La tourelle répond par des mises en batterie brusques, des tirs rapides et son éclipse avant que les canons allemands ne puissent frapper sa muraille.
Le 21 au soir, un assaut allemand mené avec des pionniers est repoussé, mais une partie des armes de l'ouvrage sont hors d'usage et la ventilation ne fonctionne plus correctement.
Le 22 à 9 h du matin, après un bombardement par Stukas, les Sturmpionieren traversent les fossés, couronnent les blocs et neutralisent les bouches de ventilation. Vers 11 h, l'ouvrage se rend car l'équipage commence à être intoxiqué. Pendant ces quatre jours de combat, l'ouvrage a tiré 500 000 cartouches de mitrailleuses, 1 400 obus de mortier, 500 obus de 25 mm et 160 obus de 47 mm.

## Conséquences
Une fois la Sambre prise, les Allemands percent en direction de la Sensée et de l'Escaut : c'est le front de l'Escaut du 20 au 27 mai 1940,.
Après avoir été vaincus sur l'Escaut, les Alliés battent en retraite sur les ports de la Manche, déjà aux prises des Panzerdivisionen allemandes. Le 28 mai, alors que la Belgique capitule, le Corps expéditionnaire britannique rembarque à Dunkerque, rembarquement rendu possible grâce à la défense de Lille, de Boulogne-sur-Mer et de Calais par les troupes françaises.
Le 14 juin, après avoir sécurisé leur flanc nord, les Allemands entrent dans Paris mais les Français continuent de résister dans le cadre de la bataille des Alpes après que l'Italie ait déclaré la guerre à la France. L'échec de la défense de la Loire et de la vallée du Rhône par l'Armée française permet aux Allemands d'envahir le sud du pays. Un armistice sera signé le 22 juin 1940.